# Begonia pentaphylla
Begonia pentaphylla là một loài thực vật có hoa trong họ Thu hải đường. Loài này được Walp. mô tả khoa học đầu tiên năm 1843.